# Mozoncillo
Mozoncillo is een gemeente in de Spaanse provincie Segovia in de regio Castilië en León met een oppervlakte van 42,74 km². Mozoncillo telt 918 inwoners (1 januari 2016).